# 1989年3月の磁気嵐

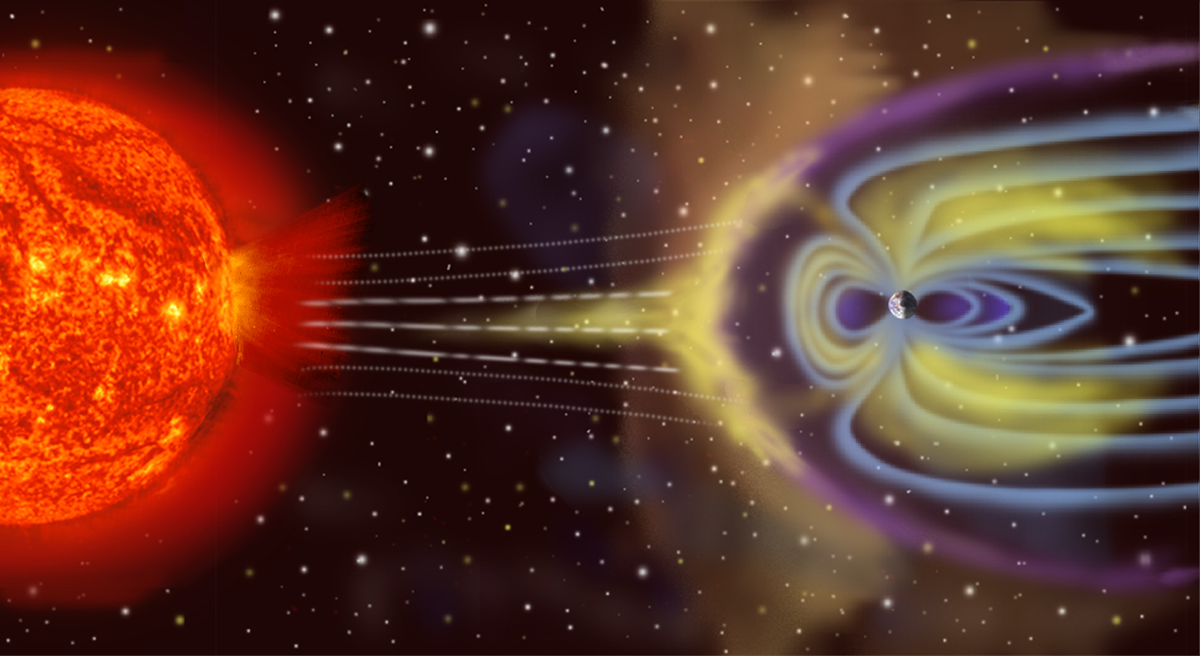
衝突する太陽風と地球磁気圏の模式図。個々の縮尺は全くの任意。

1989年3月の磁気嵐（1989ねん3がつのじきあらし）とは、1989年3月13日に発生した磁気嵐のことである。
1989年3月13日に起きた磁気嵐は地球に非常に大きな影響を及ぼし、カナダではハイドロ・ケベック電力公社の電力網を破壊し深刻な被害をもたらしたり、米国の気象衛星の通信が止まるなど、各国の様々な社会インフラストラクチャーが影響を受けた。

## 磁気嵐とオーロラ
1989年3月9日、この磁気嵐を引き起こしたコロナ質量放出が太陽コロナで発生した。その数日前の1989年3月6日には、X15クラスの巨大フレアも発生していた。東部時間で3月13日の午前2:44、地球は深刻な磁気嵐に襲われた。磁気嵐は、極域での非常に強いオーロラを伴って始まり、この時のオーロラは、テキサス州やフロリダ州などの南方でも観測された。この時は冷戦の最中だったため、多くの人々が（このオーロラを見て）核攻撃の第一陣の進行を心配した。この強いオーロラを、3月13日の午前9:57に発射されたスペースシャトルミッションSTS-29と誤って関連付けて考えた人も中にはいた。この時のオーロラの発生は短波長域での電波障害を引き起こし、さらには、ラジオ・フリー・ヨーロッパとラジオ・リバティーからソビエト連邦へのラジオ放送も突然に断絶した。初めは、ラジオ電波がソビエト政府によって妨害されたと信じられていた。
夜になり、電離層では西から東に荷電粒子の河が流れ、同時に地中の至る所にも強い電流が流れた。
極軌道上のいくつかの衛星では、何時間にもわたってコントロールが失われた。アメリカでは、気象衛星であるGOESとの通信が断絶し、気象データが失われた。NASAのTDRS-1衛星では、荷電粒子によって引き起こされた、250以上もの電子部品の異常が記録された。スペースシャトル・ディスカバリー号も問題を抱えていた。3月13日、水素タンクの一つで、センサーがありえないほどの高圧を示した。この問題は磁気嵐の活動の低下に伴って、終息した。

## ケベック州大停電

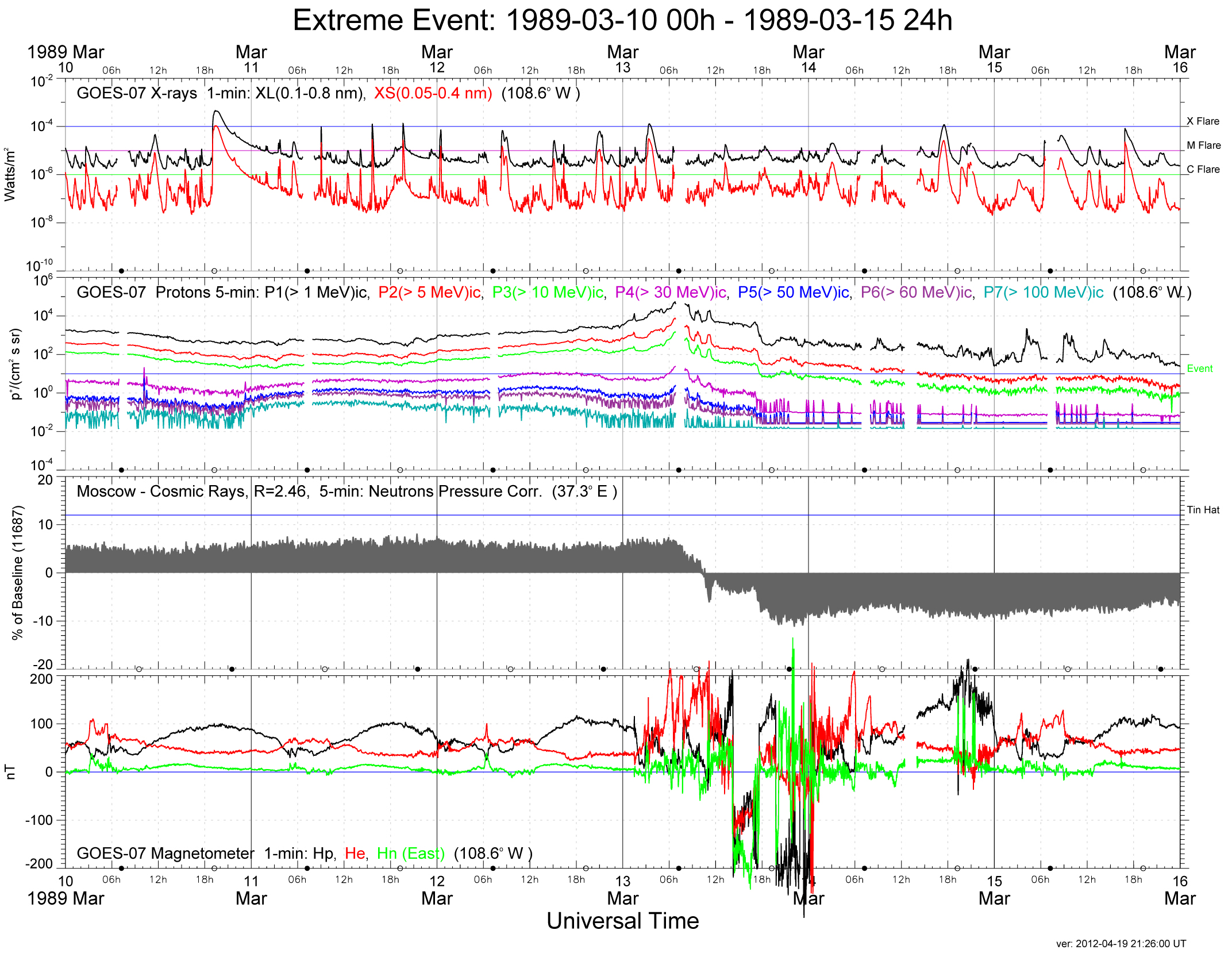
1989年の磁気嵐の間に、GOES 7によって観測された各物理量の時間変化。モスクワの中性子観測によると、CMEの通過は、フォーブッシュ減少と呼ばれる線量の減少として記録されている。

地磁気の変動によって、カナダのハイドロ・ケベック電力公社の電力網全体が停電した。復興には数ヶ月もかかった。
送電線の大変な長さと、ケベック州のほとんどがカナダ楯状地に位置していた事が、電流が地中に流れることを妨げた。そして、行き先を失った電流は、より抵抗の低い、735kVの送電線に流れ込んだ。続いて変圧器鉄心が飽和し高調波が発生、高調波により調相設備の保護装置が作動、送電停止した。これにより全系の半分の発電能力を失い全系崩壊に至った。
ジェームズ湾の送電網は、90秒以内に非接続状態になり、ケベック州に2度目の大停電を引き起こした。電源消失は9時間続き、のちに電力公社に様々な被害緩和策を実行させる事になった。これらの緩和策には、トリップ電圧の上昇、特別高圧線での直列補償の実装、多様なモニタリング観測と操作手順の更新、が含まれた。他の高緯度地域（北アメリカ、やイギリス、北ヨーロッパなど）の電力会社では、地電流に関連したリスクを軽減するための方策が実行されていた。

## その後
1989年8月、別の磁気嵐が、トロントの株式市場での売買停止を引き起こした。
1995年以降、磁気嵐と太陽フレアは、NASAとESAの共同プロジェクトである、SOHOによって観測されていた。
現在、アメリカ合衆国エネルギー規制委員会（Federal Energy Regulatory Commission, FERC）は、各電力会社に対して、深刻な磁気嵐から電力網を保護することを目的とした基準作りを進めるよう指導にあたっている。これは、電力会社がシステムの保護基準の設定に失敗していた事、及び、彼らが1859年の磁気嵐のような深刻な事態に準備できていない事に起因する。同様に、アメリカ合衆国原子力規制委員会（Nuclear Regulatory Commission）は、原子力発電所の使用済み核燃料の冷却システムの堅牢性を試験するために、段階的なルール策定を始めた。この冷却システムは、磁気嵐や、高高度核爆発で発生する電磁パルス、サイバー攻撃などによる、長期の電源喪失に対して脆弱であると考えられている。なお、策定されたルールは、連邦官報にて公表される。これらに関連する議論のいくつかについては、OurEnergyPolicy.orgのブログにて公開される記事が参照可能である。さらに、これらの問題については、YouTubeにてDupont Summit 2012のInfraGard EMP SIG分科会の動画が公開されている。この動画には、FERCの弁護士であるChristy Walsh氏と、Foundation for Resilient SocietiesのThomas Popik氏の発言が記録されている。